# Мельников, Евгений Александрович
Евгений Александрович Мельников (1977, Северск, Томская область, РСФСР, СССР — 17 апреля 2000, СИЗО-1, Томск, Томская область, Россия) — российский серийный убийца и насильник, совершивший в период с 6 ноября 1999 по 7 апреля 2000 года на территории городов Томск и Северск не менее 10 убийств девушек и женщин, сопряжённых с изнасилованиями. После ареста Мельников дал признательные показания по всем эпизодам. Кроме этого, его причастность была подтверждена результатами различных криминалистических экспертиз, однако Мельников осуждён не был, так как совершил самоубийство, находясь в СИЗО, через 10 дней после ареста.

## Биография

### Детство и юность
Евгений Мельников родился в 1977 году в городе Северск, административном центре закрытого административно-территориального образования Северск (Томская область). В конце 1980-х годов, после того как организованная преступность того периода начала приобретать широкие масштабы, Мельников стал проводить много времени в обществе подростков и молодых людей, ведущих криминальный образ жизни. В 1991 году Евгений был арестован по обвинению в совершении изнасилования и разбойного нападения. Он был осуждён и получил в качестве уголовного наказания 3 года лишения свободы. В конце 1994 года Мельников вышел на свободу, однако после освобождения он продолжил вести криминальный образ жизни, зарабатывая на жизнь кражами. В 1995 году он снова был арестован по обвинению в совершении разбойного нападения и кражи. Мельников был осуждён и приговорён к 4 годам лишения свободы. В августе 1999 года он вышел на свободу и вернулся к своей матери в Северск, где вскоре устроился слесарем-сантехником в банно-прачечном комбинате. Периодически Мельников совершал поездки в Томск, где проживали его родственники. Будучи в Томске Евгений Мельников часто прогуливался по мосту через реку Ушайка в районе улицы Новокиевская, где, по версии следствия, приглядел для себя укромное место, откуда наблюдал за проходящими мимо одинокими девушками и женщинами, после чего начал совершать убийства.

### Убийства
Первое убийство Евгений Мельников совершил 6 ноября 1999 года в Томске. Жертвой стала 33-летняя Светлана Полянская, тело которой было найдено случайными прохожими между гаражей по улице Киевской. Мельников встретил Полянскую на мосту в районе улице Новокиевская около 20 часов вечера, после чего начал преследовать её и совершил на неё нападение возле гаражей, убедившись в отсутствии свидетелей преступления. Через четыре дня Мельников, продемонстрировав выраженный ему образ действия, встретил на том же самом мосту 22-летнюю Наталью Букрееву, работавшую в областном центре регистрации недвижимости. Нападение на неё Евгений совершил на расстоянии 150 метров от того места, где он ранее убил первую жертву. В ходе нападений Мельников подвергал своих жертв сексуальному насилию, после чего наносил им множественные удары ножом, однако причиной их смерти было удушение. С убитых девушек Мельников снял ювелирные украшения, а с одной из них норковый берет. После обнаружения тела Натальи Бакреевой Областное УВД провело по этому поводу пресс-конференцию, где впервые прозвучали слова «серийный убийца».
После того как в Томске началось расследование двух убийств и усилилось патрулирование милицией улиц, расположенных в районе моста через Ушайку, Евгений Мельников затаился и решил сменить тактику. Следующее убийство он совершил 18 декабря 1999 года на территории города Северск. В ходе нападения он изнасиловал и задушил женщину. Её труп был обнаружен на улице Калинина. 24 января 2000 года Мельников совершил четвёртое убийство. К этому времени, тщательно изучив местную прессу, освещавшую его преступления, он решил изменить тактику и запутать следствие, чтобы отвести от себя подозрения. Его очередной жертвой стала 38-летняя Людмила Вахонина. Женщина приехала в Томск из Новокузнецка на курсы повышения квалификации и тем поздним январским вечером возвращалась домой к родственникам. Нападение на женщину Евгений совершил во дворе дома по улице Фрунзе. В ходе нападения он нанёс ей два удара ножом в область груди и шеи, от которых она скончалась, однако Мельников не стал подвергать её сексуальному насилию, как предыдущих своих жертв, и ничего не похитил из её личных вещей, чем действительно сбил с толку следствие. 
1 февраля 2000 года Мельников совершил убийство 25-летней Елены Гаврильченко, объявленной в розыск днём раньше. В этот раз Евгений устроил засаду в лесном массиве недалеко от расположения центрального КПП для въезда в Северск, где наблюдал за автомобилями и одинокими пешеходами. Увидев Гаврильченко и убедившись в отсутствии свидетелей, Мельников под угрозой оружия затащил девушку в лесистую местность, где изнасиловал, задушил и похитил из её личных вещей ряд предметов, представляющих материальную ценность. Вскоре Евгений Мельников решил вернуться к прежней тактике и очередное убийство совершил 12 февраля 2000 года в Томске, выследив жертву на мосту через Ушайку в районе улице  Новокиевская. Жертвой стала 21-летняя Лариса Козубец, которую, как и большинство жертв, Евгений изнасиловал и задушил. 
7 марта 2000 года Мельников на территории Северска в безлюдном месте изнасиловал и задушил одну из местных жительниц. Следующие два убийства было совершены Евгением Мельниковым с чрезвычайной дерзостью. Практически в центре Томска, недалеко от расположения одного из отделов милиции, 21 марта 2000 года Мельников около четырёх часов дня в сквере Лагерного сада, неподалёку от клиник НИИ фармакологии убил 40-летнюю Татьяну Новосёлову. Жертву он встретил, выйдя из оружейного магазина, после чего пошёл за ней. Во время совершения убийства Новоселова оказала Мельникову ожесточённое сопротивление, вследствие чего он нанёс ей более 20 ножевых ранений. Через 6 дней, 21 марта того же года, Мельников, действуя по той же схеме, недалеко от центра города Северск в светлое время суток убил молодую девушку прямо на крыльце одной из местных школ. После этого убийства в Северске началась моральная паника, а для расследования серии убийств была создана объединённая группа сотрудников областной, городской (Томска и Северска) и районных прокуратур и отделов внутренних дел, которая проделала большой объём работы по разоблачению преступника.
7 апреля 2000 года Евгений Мельников совершил последнее убийство. Вечером 6 апреля Мельников посадил в свой автомобиль двух иногородних подружек-студенток, приехавших в Томск на учебу, которые в тот вечер допоздна засиделись в одном из городских кафе. Некоторое время они бесцельно ездили по улицам города, после чего Мельников вывез их за город в сторону посёлка Самусь, где по пути следования он остановил машину и вытолкал одну из студенток на обочину дороги, а со второй поехал дальше. Он остановил автомобиль на 21-м километре трассы Томск — Самусь, после чего под угрозой оружия отвёл девушку в лес, где изнасиловал и задушил. Убив студентку, Мельников поехал в обратном направлении, где встретил на обочине дороги её подругу. Так как он к тому времени был уже один, девушка догадалась, что с её подругой произошли ужасные события, и принялась бежать. Мельников догнал студентку в лесистой местности, где совершил на неё нападение, в ходе которого жестоко избил и подверг удушению. Убедившись, что она не дышит и не подаёт признаков жизни, Евгений сел в машину и уехал домой в Северск. Однако девушка вскоре пришла в сознание. Ей удалось выйти на трассу и остановить автомобиль, владелец которого отвёз её в больницу и обратился в правоохранительные органы. После того, как девушке была оказана медицинская помощь, она была подвергнута допросу, в ходе которого описала внешность Мельникова, а также назвала номер его автомобиля.

### Арест, следствие и смерть
Установив по номеру автомобиля фамилию владельца, сотрудники правоохранительных органов задержали его. Однако мужчина предоставил алиби на даты совершения многих убийств и заявил, что подержанное транспортное средство, которое было замечено во время совершения преступления, он дал в личное пользование одному своих друзей по имени Евгений Мельников, вследствие чего Мельников был задержан днём 7 апреля 2000 года прямо на своём рабочем месте сотрудниками уголовного розыска города Северска. Во время ареста он сопротивления не оказал, но сразу после задержания вины своей не признал. После ареста, находясь в Северском ИВС, Евгений дважды пытался совершить самоубийство, но это ему не удалось, после чего он начал сотрудничать со следствием и давать признательные показания. Когда его причастность к убийствам в Северске была подтверждена результатами криминалистических экспертиз, он был этапирован в Томск, где 11 апреля того же года принял участие в следственном эксперименте, который происходил в районе моста через Ушайку по улице Новокиевская. После предъявления ему обвинений в совершении убийств Евгений Мельников находился в СИЗО-1 города Томск, где 17 апреля повесился в своей камере с помощью шнура электрокипятильника. После самоубийства Мельникова областные правоохранительные структуры провели полуторачасовую пресс-конференцию, посвящённую серийному убийце. 